# Charles Delelienne
Charles Jean Joseph Delelienne (* 25. Februar 1892; † 6. Februar 1984 in London Borough of Barnet, Vereinigtes Königreich) war ein belgischer Hockeytorwart.
Bei den Olympischen Spielen 1920 in Antwerpen stand Delelienne bei allen drei Spielen der belgischen Nationalmannschaft im Tor und musste insgesamt 19 Gegentore hinnehmen. Die belgische Mannschaft belegte den dritten Platz hinter den Briten und den Dänen.
Von 1940 bis 1945 war Delelienne Präsident des belgischen Hockeyverbandes. Er starb kurz vor seinem 92. Geburtstag in England.